# Elezioni europee del 2024 in Germania
Le elezioni europee del 2024 in Germania si tennero domenica 9 giugno per eleggere i 96 membri del Parlamento europeo spettanti alla Germania.

## Sistema elettorale
Per le elezioni europee, la legge elettorale tedesca prevede l’applicazione, in un'unica circoscrizione nazionale, di un sistema elettorale a base proporzionale con liste chiuse, ma nessuna soglia di sbarramento.
Le preferenze sono in seguito tradotte in seggi secondo il metodo Sainte-Laguë.
Tutte le persone che hanno la cittadinanza tedesca ed una residenza principale in Germania, i cittadini tedeschi senza residenza in Germania (c.d. “tedeschi all'estero”) e altri cittadini dell'Unione (se la loro residenza principale è in Germania) hanno diritto di voto alle elezioni europee nel paese.
L’esercizio attivo del diritto è ammesso dai 16 anni in su, compresi coloro che compiono tale età entro il giorno delle elezioni, al più tardi. La registrazione al voto è attuata d’ufficio in base alla residenza, se quest’ultima è stata registrata almeno 42 giorni prima delle elezioni.
L’esercizio del diritto di candidarsi è ammesso per tutte le persone che hanno diritto di voto e hanno raggiunto l'età di 18 anni il giorno delle elezioni.
È ammesso il voto per posta, ma non il voto per procura o il voto elettronico. Non è disposto alcun obbligo di voto.

## Risultati
| Liste           | Liste                                                      | Partito Europeo | Gruppo          | Voti       | %     | Seggi |
| --------------- | ---------------------------------------------------------- | --------------- | --------------- | ---------- | ----- | ----- |
|                 | Unione Cristiano-Democratica di Germania (CDU)             | PPE             | PPE             | 9.431.567  | 23,70 | 23    |
|                 | Alternativa per la Germania (AfD)                          | –               | ESN/NI          | 6.324.008  | 15,89 | 15    |
|                 | Partito Socialdemocratico di Germania (SPD)                | PSE             | S&D             | 5.548.528  | 13,94 | 14    |
|                 | Alleanza 90/I Verdi (B90/GRÜNEN)                           | PVE             | Verdi/ALE       | 4.736.913  | 11,90 | 12    |
|                 | Unione Cristiano-Sociale in Baviera (CSU)                  | PPE             | PPE             | 2.513.300  | 6,32  | 6     |
|                 | Bündnis Sahra Wagenknecht (BSW)                            | –               | NI              | 2.453.652  | 6,17  | 6     |
|                 | Partito Liberale Democratico (FDP)                         | ALDE            | RE              | 2.060.457  | 5,18  | 5     |
|                 | Die Linke (Linke)                                          | SE/OIP          | GUE/NGL         | 1.091.268  | 2,74  | 3     |
|                 | Liberi Elettori (FW)                                       | PDE             | RE              | 1.062.132  | 2,67  | 3     |
|                 | Volt Germania (VOLT-DE)                                    | Volt            | Verdi/ALE       | 1.023.161  | 2,57  | 3     |
|                 | Die PARTEI                                                 | –               | NI              | 775.392    | 1,95  | 2     |
|                 | Partito per la Protezione degli Animali (Tierschutzpartei) | APEU            | GUE/NGL         | 570.498    | 1,43  | 1     |
|                 | Partito Ecologico-Democratico (ÖDP)                        | –               | PPE             | 257.968    | 0,65  | 1     |
|                 | Partito delle Famiglie di Germania (Familie)               | ECPM            | PPE             | 243.975    | 0,61  | 1     |
|                 | Partito del Progresso (PdF)                                | –               | NI              | 227.631    | 0,57  | 1     |
|                 | Partito Pirata (Piraten)                                   | PPEU            | –               | 186.773    | 0,47  | –     |
|                 | Altri (<0,45%)                                             | –               | –               | 1.288.989  | 3,24  | –     |
| Totale          | Totale                                                     | Totale          | Totale          | 39.796.212 | 100   | 96    |
| Voti non validi | Voti non validi                                            | Voti non validi | Voti non validi | 332.136    | 0,83  |       |
| Votanti         | Votanti                                                    | Votanti         | Votanti         | 40.128.348 | 64,95 |       |
| Elettori        | Elettori                                                   | Elettori        | Elettori        | 61.779.636 |       |       |